# Storstentjärnen (Degerfors socken, Västerbotten, 713819-170432)
Storstentjärnen är en sjö i Umeå kommun i Västerbotten och ingår i Umeälvens huvudavrinningsområde. Sjön har en area på 0,0224 kvadratkilometer och ligger 317 meter över havet.

## Delavrinningsområde
Storstentjärnen ingår i det delavrinningsområde (713695-170411) som SMHI kallar för Ovan Svartbäcken. Medelhöjden är 303 meter över havet och ytan är 22,07 kvadratkilometer. Det finns inga avrinningsområden uppströms utan avrinningsområdet är högsta punkten. Rödån (Rödkullaån) som avvattnar avrinningsområdet har biflödesordning 3, vilket innebär att vattnet flödar genom totalt 3 vattendrag innan det når havet efter 82 kilometer. Avrinningsområdet består mestadels av skog (87 procent). Avrinningsområdet har 0,41 kvadratkilometer vattenytor vilket ger det en sjöprocent på 1,9 procent.